# Пять рублей (Беларусь)
Пять рубле́й (бел. Пяць рублёў) — номинал банкнот, использующийся в Беларуси с 1992 года (с перерывом с 2004 по 2016 год).

## История
Первая 5-рублёвая банкнота в Беларуси была введена в обращение 25 мая 1992 года. Выведена из обращения 1 января 2001 года. 1 января 2000 года была введена новая банкнота достоинством в 5 рублей, соответствующая 5000 рублей образца 1998 года. Выведена из обращения 1 декабря 2004 года.
В связи с проведением денежной реформы с 1 июля 2016 года в обращение была введена новая банкнота номиналом в 5 рублей образца 2009 года, соответствующая 50 000 рублей образца 2000 года. Новые денежные знаки были отпечатаны британской фирмой «De La Rue» ещё в 2009 году. Ввести новые банкноты в обращение в год изготовления не позволил кризис, из-за чего их передали в Центральное хранилище Национального банка.

## Характеристика

### 5 рублей 1992 года
На лицевой стороне изображены 2 волка. В правом верхнем углу помещена надпись «ПЯЦЬ РУБЛЁЎ» и цифровое обозначение номинала — «5». Слева от волков в узорном орнаменте размещено крупное цифровое обозначение номинала, а над ним — номер и серия банкноты. Слева вверху изображён специальный узорный элемент. В нижней части банкноты проходит узорная кайма, обрамлённая защитными надписями в 3 строки сверху и снизу «РЭСПУБЛІКАБЕЛАРУСЬ», выполненными мелким шрифтом.
На оборотной стороне в узорном орнаменте помещён герб Погоня, слева и справа от которого изображены цифровые обозначения номинала. В верхней части банкноты через всё поле проходит узорная кайма, в нижней части проходят две узорные каймы, между которыми размещается надпись «РАЗЛІКОВЫ БІЛЕТ НАЦЫЯНАЛЬНАГА БАНКА БЕЛАРУСІ». В правой нижней части обозначен год — «1992». В верхней правой части надпись мелкими буквами «ПАДРОБКА РАЗЛІКОВЫХ БІЛЕТАЎ НАЦЫЯНАЛЬНАГА БАНКА БЕЛАРУСІ ПРАСЛЕДУЕЦЦА ПА ЗАКОНУ».

### 5 рублей 2000 года
На лицевой стороне изображено Троицкое предместье с подписью «ТРАЕЦКАЕ ПРАДМЕСЦЕ». В правом верхнем углу помещена надпись «ПЯЦЬ РУБЛЁЎ» и цифровое обозначение номинала — «5». Слева от изображения в узорном орнаменте размещено крупное цифровое обозначение номинала. Слева вверху изображён специальный узорный элемент. В нижней части банкноты проходит узорная кайма, обрамлённая защитными надписями в 3 строки сверху и снизу «РЭСПУБЛІКАБЕЛАРУСЬ», выполненными мелким шрифтом.
На оборотной стороне помещена большая цифра «5», обозначающая номинал банкноты. Сверху номинал указан словами «ПЯЦЬ РУБЛЁЎ». Серия и номер банкноты размещены слева вверху и справа внизу относительно центральной виньетки. В нижней части купюры надпись: «БІЛЕТ НАЦЫЯНАЛЬНАГА БАНКА РЭСПУБЛІКІ БЕЛАРУСЬ». В правой нижней части обозначен год печати — «2000». В верхней правой части надпись мелкими буквами «ПАДРОБКА БІЛЕТАЎ НАЦЫЯНАЛЬНАГА БАНКА РЭСПУБЛІКІ БЕЛАРУСЬ ПРАСЛЕДУЕЦЦА ПА ЗАКОНУ».

### 5 рублей 2009 года
Размер банкноты 135 × 72 мм. Банкнота посвящена Брестской области, соответствие области номиналу банкноты было определено по алфавиту.
На лицевой стороне изображена Белая (Каменецкая) башня, которая находится в городе Каменец Брестской области, на оборотной — коллаж, посвящённый первым славянским поселениям (фрагмент кожаного пояса, деревянное колесо, изображение древнего Брестского городища). Слева от основного изображения на незапечатанном поле расположен локальный полутоновый водяной знак, повторяющий фрагмент основного изображения лицевой стороны банкноты. По центру сверху вниз проходит металлизированная защитная нить оконного (ныряющего) типа. Для слабовидящих в левом нижнем углу находится геометрическая фигура имеет увеличенную толщину красочного слоя. Фрагменты изображения номинала вверху слева на лицевой и вверху справа на оборотной сторонах банкнот совмещаются на просвет, образуя цельное изображение номинала банкнот.
На лицевой стороне в крайнем правом углу горизонтально и в левой части вертикально помещена надпись «ПЯЦЬ РУБЛЁЎ». В левом верхнем углу и в центральной части помещено цифровое обозначение номинала — «5». Вверху незапечатанного поля помещены надписи «Старшыня Праўлення» и «2009», а также факсимиле подписи на тот момент главы Нацбанка П. Прокоповича. В верхнем правом углу помещена надпись «НАЦЫЯНАЛЬНЫ БАНК РЭСПУБЛІКІ БЕЛАРУСЬ».
На оборотной стороне в левом нижнем углу помещён номинал банкноты «5 РУБЛЁЎ», а в правом верхнем углу цифровое обозначение номинала — «5». В левом верхнем и правом нижнем углах размещены серия и номер банкноты.

### 5 рублей 2019 года
С 20 мая 2019 года в обращение была введена модернизированная версия 5-рублёвой банкноты образца 2009 года. Отличия заключаются в отсутствии факсимиле подписи и надписи «Старшыня Праўлення», а вместо «2009» указан год фактического выпуска — «2019». Изображения архитектурных сооружений на лицевой стороне модифицированной банкноты приведены в соответствие с актуальным внешним видом с указанием названия изображённых архитектурных сооружений. Утолщена металлизированная защитная нить.

## Памятные банкноты
| Серия                 | Дата выпуска   | Тираж    | Описание банкноты                                 | Описание банкноты | Изображение     | Изображение       |
| Серия                 | Дата выпуска   | Тираж    | Лицевая сторона                                   | Оборотная сторона | Лицевая сторона | Оборотная сторона |
| --------------------- | -------------- | -------- | ------------------------------------------------- | --- | --------------- | ----------------- |
| Миллениум             | 1 октября 2001 | 2500     | Вид на Троицкое предместье в Минске               | Цифровое обозначение номинала и специальный серийный номер                                                                             |                 |                   |
| Мая краіна — Беларусь | 15 июля 2016   | 999 экз. | Белая (Каменецкая) вежа, расположенная в Каменце. | Коллаж, посвящённый первым славянским поселениям (фрагмент кожаного пояса, деревянное колесо, изображение древнего детинца «Берестье». |                 |                   |